# Plectris angerona
Plectris angerona är en skalbaggsart som beskrevs av Blanchard 1850. Plectris angerona ingår i släktet Plectris och familjen Melolonthidae. Inga underarter finns listade i Catalogue of Life.